# Les 5 regrets des personnes en fin de vie
 (janvier 2021).
Les 5 regrets des personnes en fin de vie (en anglais : The Top Five Regrets of the Dying) est un livre de Bronnie Ware (en), édité en France en 2012 et inspiré par son expérience de soignante en soins palliatifs.

## Historique
Ce livre de l'australienne Bronnie Ware, est tout d'abord publié en 2012 en version originale puis en langue française, en 2013 chez l'éditeur Guy Trédaniel avec une traduction de Christine Lefranc. Le livre est directement inspiré par son expérience de soignante en soins palliatifs,.
Le livre a rencontré un certain écho auprès des médias, notamment dans les pays anglo-saxons.

## Synopsis
Selon Bronnie Ware, les cinq regrets les plus fréquents des personnes proches de la mort sont :
1. « J'aurais aimé avoir eu le courage de vivre la vie que je voulais vraiment, fidèle à moi-même, pas celle que les autres attendaient de moi. »
2. « J'aurais aimé avoir travaillé moins dur. »
3. « J'aurais aimé avoir eu le courage d'exprimer mes sentiments. »
4. « J'aurais aimé avoir gardé le contact avec mes amis. »[5]
5. « J'aurais aimé m'être donné la permission d'être davantage heureux. »